# 소녀전선 인형소극장
《소녀전선 인형소극장》(중국어: 少女前线 人形小剧场, 일본어: どるふろ)은 중화인민공화국 비리비리에서 처음에 방영하였고 일본에서도 방영된 동명의 비디오 게임 소녀전선을 원작으로 한 애니메이션이다.